# El paraíso (película de 2023)
El paraíso es una película italiana de 2023 dirigida y escrita por Enrico Maria Artale y protagonizada por Edoardo Pesce, Margarita Rosa de Francisco, María del Rosario y Gabriel Montesi. Fue estrenada en la sección Orizzonti de la octogésima edición del Festival Internacional de Cine de Venecia, coronándose en las categorías de mejor guion y mejor actriz.

## Sinopsis
Julio César y su madre, una inmigrante colombiana, llevan una vida ajustada gracias a la escasa paga que obtienen de un traficante de drogas local. Este delicado equilibrio parece a punto de romperse cuando aparece en escena Inés, una mujer igualmente ligada al tráfico de drogas.

## Reparto
- Edoardo Pesce es Julio Cesar
- Margarita Rosa de Francisco es la madre de Julio
- María Del Rosario es Inés
- Gabriel Montesi es el traficante de drogas

## Premios y reconocimientos
| Año  | Evento                                    | Categoría                                                         | Nominado                    | Resultado | Ref.  |
| ---- | ----------------------------------------- | ----------------------------------------------------------------- | --------------------------- | --------- | ----- |
| 2023 | Festival Internacional de Cine de Haifa   | Premio Golden Anchor a la mejor ópera prima                       | Enrico Maria Artale         | Nominado  | [ 6 ] |
| 2023 | Festival Internacional de Cine de Venecia | Premio Horizontes a la mejor película                             | Enrico Maria Artale         | Nominado  | [ 6 ] |
| 2023 | Festival Internacional de Cine de Venecia | Premio Horizontes al mejor guion                                  | Enrico Maria Artale         | Ganador   | [ 6 ] |
| 2023 | Festival Internacional de Cine de Venecia | Premio Horizontes a la mejor actriz                               | Margarita Rosa de Francisco | Ganadora  | [ 6 ] |
| 2023 | Festival Internacional de Cine de Venecia | Premio Arca CinemaGiovani a la mejor película italiana en Venecia | Enrico Maria Artale         | Ganador   | [ 6 ] |